# Greater London Council
Der Greater London Council  (GLC) war zwischen 1965 und seiner Auflösung im Jahr 1986 die oberste Verwaltungsbehörde von Greater London. Der GLC war der Nachfolger des Metropolitan Board of Works (MBW, 1855–1889) und des London County Council (LCC, 1888–1965). Er war alleine verantwortlich für den öffentlichen Nahverkehr, die Feuerwehr, die Notfallplanung und den Katastrophenschutz. Gemeinsam mit den London Boroughs war er verantwortlich für den Straßenbau, den sozialen Wohnungsbau und den Bau von Freizeiteinrichtungen. Für weitere Aufgaben waren die Boroughs selbst verantwortlich.

## Gründung
Die Labour Party hatte seit 1934 den London County Council dominiert. In den 1950er Jahren kam die von der Conservative Party geführte Regierung zum Schluss, dass die Wahlen immer einseitiger wurden, weil der LCC nur in den inneren Stadtteilen (heute Inner London) zuständig war, deren Bevölkerung überwiegend Labour wählte. Die Regierung suchte nach Möglichkeiten, eine Verwaltungsbehörde für ganz London zu schaffen, da die äußeren Stadtteile mehrheitlich konservativ wählten.
1957 wurde eine parlamentarische Kommission eingesetzt. Diese empfahl 1960 die Schaffung von 52 London Boroughs als Basis für die lokale Selbstverwaltung. Außerdem sollte der LCC die bereits bestehenden, aber mit weniger Befugnissen ausgestatteten Planungsbehörden für ganz London ersetzen. Den Empfehlungen wurde weitgehend entsprochen, allerdings begrenzte man die Anzahl der London Boroughs auf 32. Die am 1. April 1965 gegründete Verwaltungseinheit Greater London umfasste die County of London und fast ganz Middlesex sowie Teile von Essex, Hertfordshire, Kent und Surrey, dazu kamen die zuvor eigenständigen kreisfreien Städte Croydon, East Ham und West Ham.

## Politische Kontrolle

Wappen des GLC

Die ersten Wahlen zum GLC fanden am 9. April 1964 in allen zukünftigen London Boroughs statt. Entgegen den Hoffnungen der Konservativen erreichte die Labour Party eine komfortable absolute Mehrheit (64 Labour, 36 Conservative); Bill Fiske wurde der erste Vorsitzende des GLC. Bei den nächsten Wahlen 1967 führte die Unzufriedenheit mit der nationalen Regierung zu einer Umkehrung der Verhältnisse (82 Conservative, 18 Labour). Desmond Plummer wurde der erste konservative Vorsitzende einer stadtweiten Verwaltungsbehörde nach 34 Jahren. 1970 siegten die Konservativen ebenfalls, allerdings mit einer reduzierten Mehrheit.
1972 kam es zu einer Änderung des Wahlsystems. Es gab nur noch Wahlkreise mit einem Mandat und die Amtszeit des GLC betrug nun vier statt drei Jahre. Bei den Wahlen im Jahr 1973 gewann Labour mit einem stark sozialistisch geprägten Wahlprogramm. 57 Sitze gingen an Labour, 33 Sitze an die Konservativen und zwei Sitze an die Liberal Party.
Die Pläne der GLC-Mehrheit unter ihrem Vorsitzenden Reg Goodwin erhielten durch die Ölkrise von 1974 einen Dämpfer. Die hohe Inflation und das Budgetdefizit von 1,6 Milliarden Pfund hatten eine massive Steuererhöhung und unpopuläre Leistungskürzungen zur Folge. Einige Monate vor den Wahlen des Jahres 1977 begann sich Labour in zwei Gruppen zu spalten. Die von Ken Livingstone angeführte linke Gruppe lehnte das offizielle Wahlprogramm der Partei ab.
Die Konservativen gelangten im Mai 1977 wieder an die Macht, nachdem sie unter der Führung von Horace Cutler 64 Sitze gewannen; Labour erreichte lediglich 28 Sitze. Cutler, ein Anhänger des Thatcherismus, kürzte das Budget und entledigte sich des kostspieligen sozialen Wohnungsbaus. Die Labour Party war weiterhin zerstritten. Goodwin trat 1980 überraschend zurück, in der darauf folgenden parteiinternen Wahl um den Vorsitz unterlag Livingstone nur knapp dem moderaten Andrew McIntosh. Doch Livingstones Lager konnte bis zu den Wahlen 1981 die Kontrolle über die Partei erlangen und das Wahlprogramm nach ihren Vorstellungen gestalten.
Vor den Wahlen im Mai 1981 stellten die Konservativen die Behauptung auf, dass unmittelbar nach einem Labour-Wahlsieg Andrew McIntosh durch Ken Livingstone ersetzt würde. McIntosh und Parteichef Michael Foot beteuerten, dies sei unwahr. Schließlich gewann Labour mit einer knappen Mehrheit von sechs Mandaten. Nur einen Tag nach den Wahlen setzte sich der linke Labour-Flügel durch, setzte McIntosh ab und wählte Livingstone zum GLC-Vorsitzenden. Livingstone gelang es, die meisten seiner Anliegen durchzusetzen und wurde bald ein sehr beliebter Politiker.

## Abschaffung und Ersatz

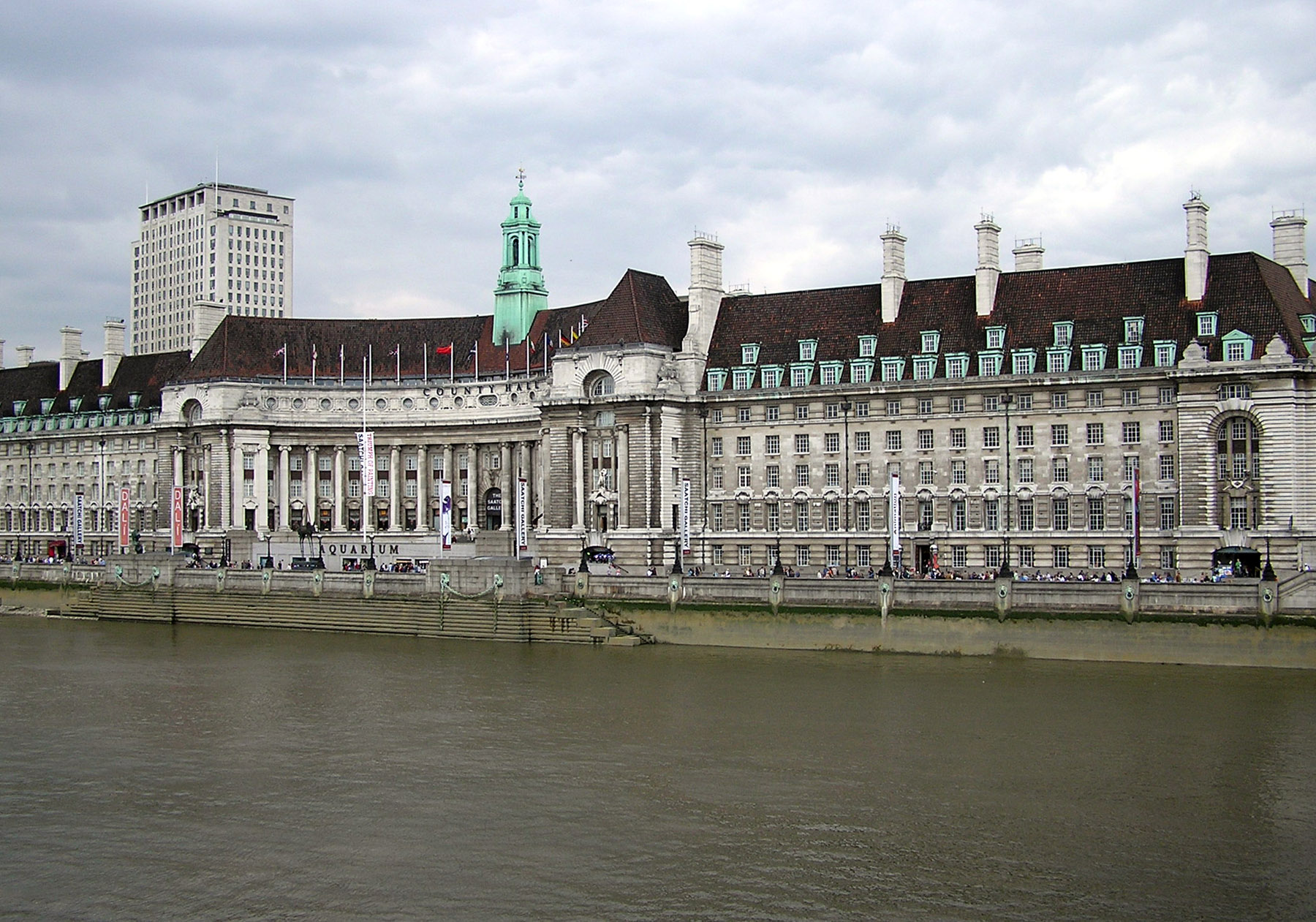
County Hall, der Sitz des GLC

Die Einhaltung von Livingstones sozialistisch geprägten Wahlversprechen erwies sich als sehr kostspielig, was unweigerlich zu einem Konflikt mit der Regierung von Premierministerin Margaret Thatcher führte. Livingstone provozierte die Regierung, wo er nur konnte. So ließ er auf der Fassade der County Hall, dem Sitz des GLC, eine riesige Leuchtreklame mit den aktuellen Arbeitslosenzahlen anbringen, direkt gegenüber dem Palace of Westminster, dem Sitz des Parlaments.
1983 beschloss die Regierung, den GLC aufzulösen. Sie argumentierte, der GLC sei ineffizient und unnötig, die Aufgaben könnten von den Boroughs mindestens so gut erledigt werden. Die Abschaffung erfolgte aber eigentlich aus rein politischen Gründen. Der Local Government Act, der die Auflösung des GLC per 31. März 1986 vorsah, erhielt im Unterhaus eine knappe Mehrheit. Während ihrer letzten Amtszeit war der GLC hauptsächlich damit beschäftigt, neue Arbeitsstellen für die 22.000 Angestellten zu finden.
Nach der Auflösung des GLC war London die weltweit einzige Metropole ohne zentrale Verwaltung. Die meisten Aufgaben wurden an die Boroughs übertragen, während einige direkt der Regierung unterstellt wurden. Doch bald zeigte es sich, dass das Vorhandensein einer zentralen Behörde unerlässlich für das Funktionieren einer Großstadt war, denn immer häufiger kam es zu Koordinationsschwierigkeiten.
Nachdem Tony Blair 1997 Premierminister geworden war, versprach er die Wiedereinsetzung einer Behörde für ganz London. 1999 wurde in einer Volksabstimmung die Schaffung der Greater London Authority (GLA) angenommen. Die GLA, bestehend aus der London Assembly und dem Mayor of London, nahm ihre Tätigkeit im darauf folgenden Jahr auf. Zum ersten Mayor (Oberbürgermeister) wurde Ken Livingstone gewählt, der letzte Vorsitzende des GLC.

## Vorsitzende des GLC
- Bill Fiske 1964–1967
- Desmond Plummer 1967–1973
- Sir Reg Goodwin 1973–1977
- Sir Horace Cutler 1977–1981
- Ken Livingstone 1981–1984
- John Wilson 1984
- Ken Livingstone 1984–1986

## Wahlen zum Rat des GLC

### 1964
| Partei             | Stimmen   | in %  | Sitze |
| ------------------ | --------- | ----- | ----- |
| Labour Party       | 1.063.390 | 44,62 | 64    |
| Conservative Party | 956.543   | 40,14 | 36    |
| Liberal Party      | 238.966   | 10,03 | 0     |
| Sonstige           | 124.341   | 5,22  | 0     |

### 1967
| Partei             | Stimmen   | in %  | ± %    | Sitze | ±   |
| ------------------ | --------- | ----- | ------ | ----- | --- |
| Conservative Party | 1.136.092 | 52,65 | +12,51 | 82    | +46 |
| Labour Party       | 732.869   | 33,96 | −10,66 | 18    | −46 |
| Liberal Party      | 189.868   | 8,80  | −1,23  | 0     | –   |
| Sonstige           | 99.139    | 4,60  | −0,62  | 0     | –   |

### 1970
| Partei             | Stimmen | in %  | ± %   | Sitze | ±   |
| ------------------ | ------- | ----- | ----- | ----- | --- |
| Conservative Party | 971.227 | 50,57 | −2,08 | 65    | −17 |
| Labour Party       | 766.271 | 39,90 | +5,94 | 35    | +17 |
| Liberal Party      | 103.837 | 5,41  | −3,39 | 0     | –   |
| Sonstige           | 79.081  | 4,12  | −0,48 | 0     | –   |

### 1973
| Partei             | Stimmen | in %  | ± %    | Sitze | ±   |
| ------------------ | ------- | ----- | ------ | ----- | --- |
| Labour Party       | 928.034 | 47,41 | +7,51  | 58    | +23 |
| Conservative Party | 743.123 | 37,97 | −12,60 | 32    | −33 |
| Liberal Party      | 244.703 | 12,50 | +7,09  | 2     | +2  |
| Sonstige           | 41.436  | 2,12  | −2,00  | 0     | –   |

Die Anzahl der Sitze wurde nach einer Änderung des Wahlsystems von 100 auf 92 reduziert.

### 1977
| Partei             | Stimmen   | in %  | ± %    | Sitze | ±   |
| ------------------ | --------- | ----- | ------ | ----- | --- |
| Conservative Party | 1.177.390 | 52,51 | +14,54 | 64    | +32 |
| Labour Party       | 737.194   | 32,88 | −14,53 | 28    | −30 |
| Liberal Party      | 174.405   | 7,78  | −4,72  | 0     | −2  |
| Sonstige           | 153.075   | 6,83  | +4,71  | 0     | –   |

### 1981
| Partei             | Stimmen | in %  | ± %    | Sitze | ±   |
| ------------------ | ------- | ----- | ------ | ----- | --- |
| Labour Party       | 939.457 | 41,75 | +8,87  | 50    | +22 |
| Conservative Party | 894.234 | 39,74 | −12,77 | 41    | −23 |
| Liberal Party      | 323.856 | 14,39 | +6,61  | 1     | +1  |
| Sonstige           | 92.571  | 4,11  | −2,72  | 0     | –   |